# De dooi in Gent

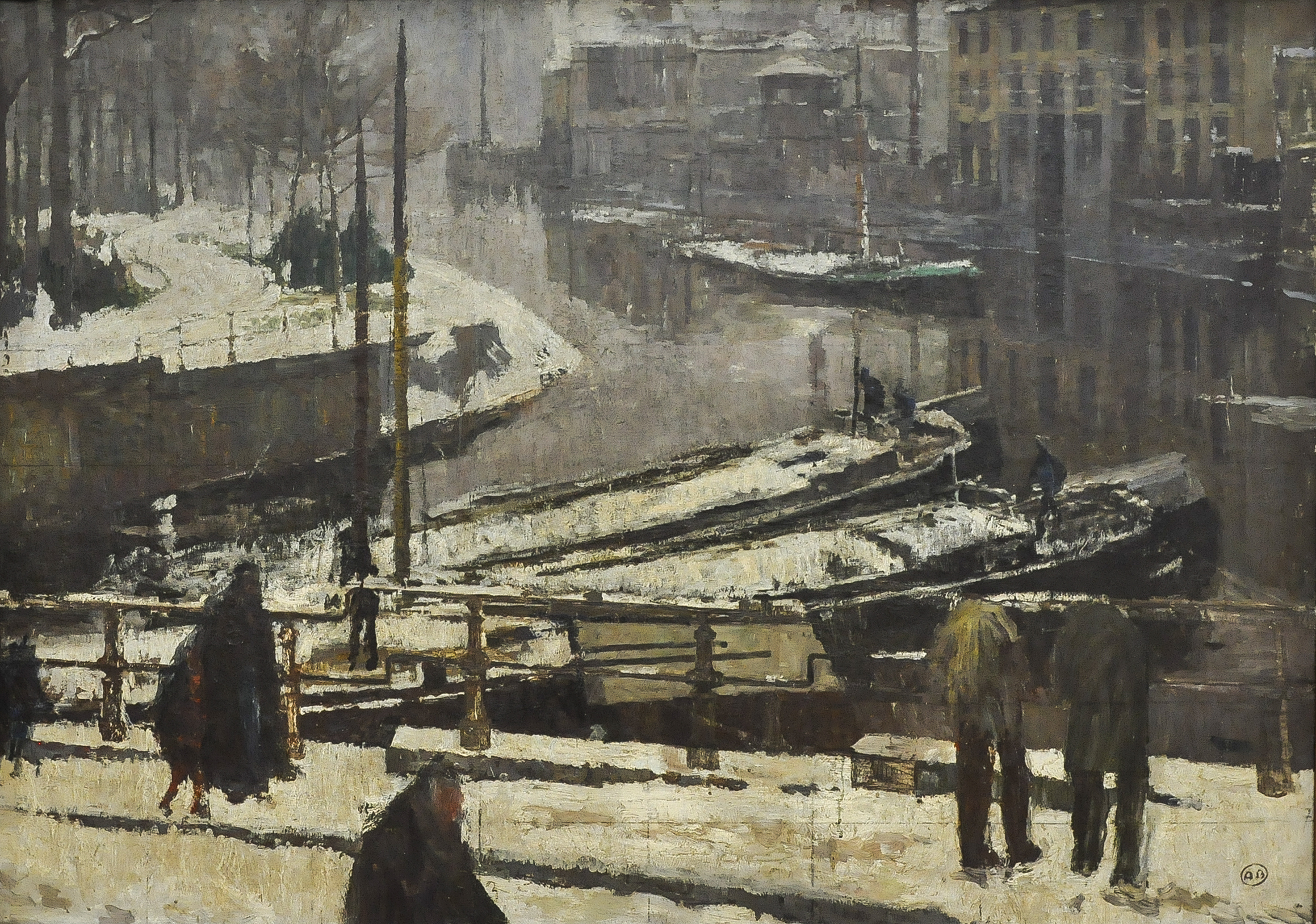
De dooi in Gent (Museum voor Schone Kunsten)

De dooi in Gent is een schilderij van de Belgische kunstschilder Albert Baertsoen (1866-1922), tentoongesteld in het Museum voor Schone Kunsten te Gent. Het olieverfschilderij werd omstreeks 1902 geschilderd.

## Beschrijving

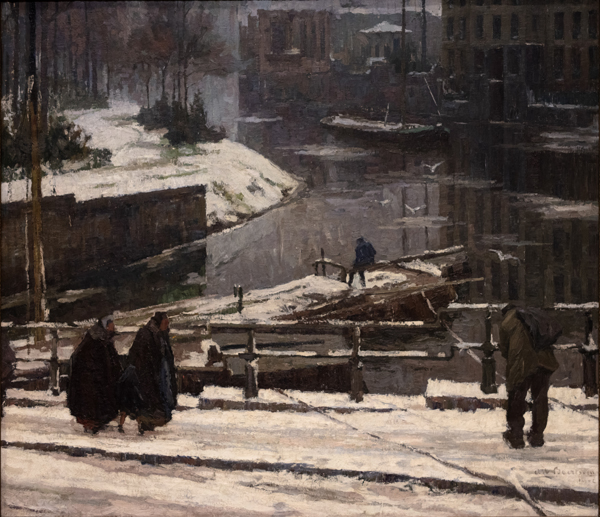
Le dégel (Musée d'Orsay)

Het gaat om een olieverfschilderij op doek met een hoogte van 118,5 cm en een lengte van 167 cm. Het is rechts onderaan gesigneerd met de letters 'AB'.
Het schilderij toont het besneeuwde Gent: een deel van de Verlorenkostbrug, de Lindelei en binnenschepen op de Leie. Men ziet warm ingeduffelde passanten die voorbij stappen. De menselijke figuren zijn vormloos en hebben geen gezicht en enkele zelfs geen hoofd.
Albert Baertsoen had zijn atelier aan de Coupure in Gent en schilderde wat hij op een koude winterdag zag. Het begint net te dooien en het wit van de sneeuw contrasteert met het groezelige bruin van de stad. Het schilderij straalt een weemoedige sfeer uit door het somber en donker coloriet. 
Het schilderij is onafgewerkt. Dit is te merken aan de voorbereidende rasterlijnen die nog zichtbaar zijn en aan de onafgewerkte figuren van de passanten op straat. Baertsoen zette eerst een weloverwogen en minutieuze compositie via de rasterlijnen over op het doek, die hij afwerkte met dikke lagen verf. Het definitieve resultaat Le dégel hangt in het Parijse Musée d'Orsay. Sommige kunstliefhebbers vinden de voorbereidende en onafgewerkte versie in het MSK Gent mooier dan de definitieve versie in Parijs.

## Achtergrond

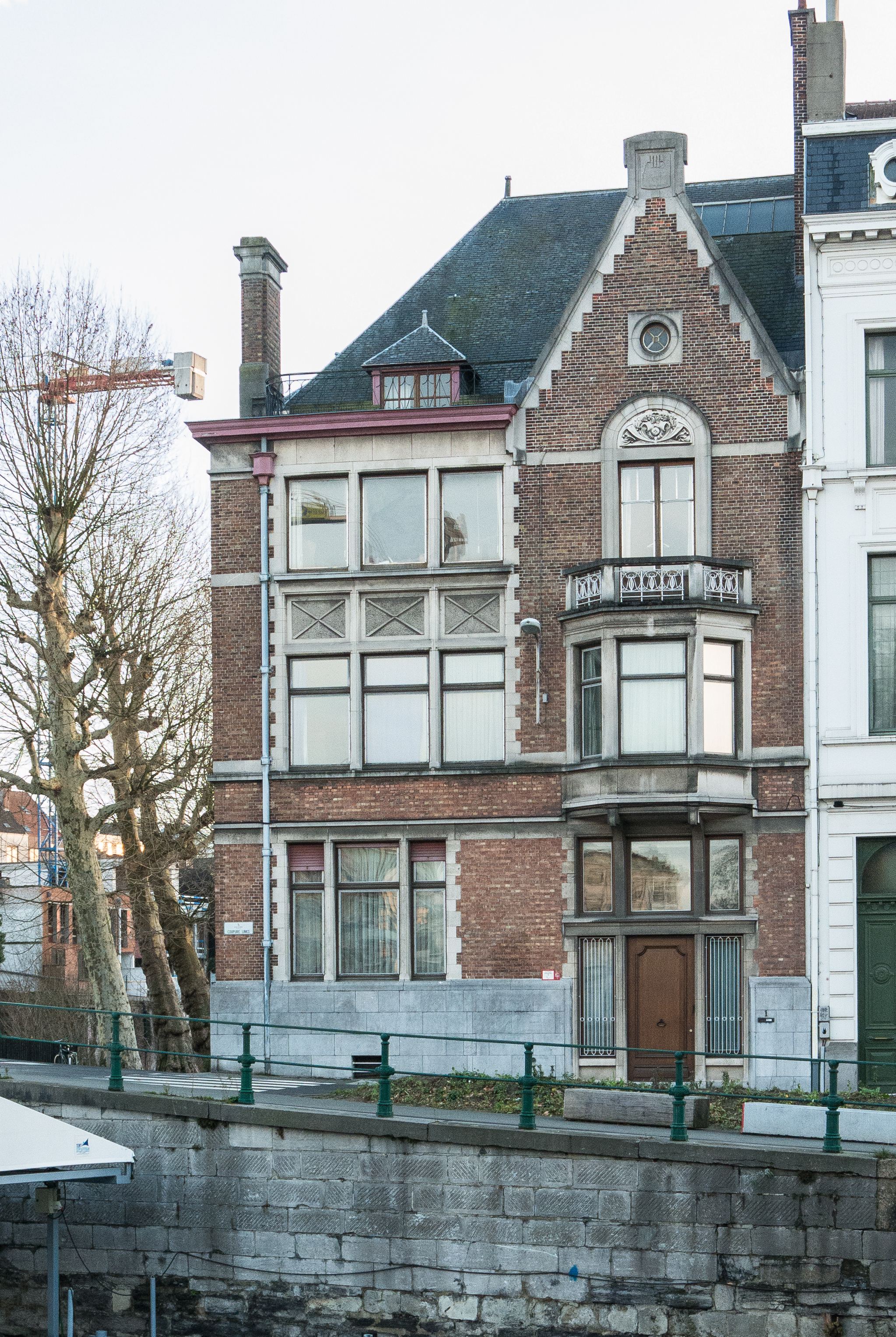
Huis van Albert Baertsoen in Gent

Alhoewel Baertsoen in vele Vlaamse steden schilderde, maar ook in Londen, is hij vooral de stadsschilder van Gent. Daarnaast had hij een varend atelier waarmee hij langs Nederlandse rivieren en kanalen trok. Toch keerde hij telkens terug naar de stad waar hij geboren was en altijd heeft gewoond. Het Gent met grachten en kaden, oude gebouwen en steegjes, was in zijn doeken vaak gehuld in atmosferisch licht met aandacht voor weerkaatsend water. 
De woning waarin Baertsoen zijn atelier had, bestaat nog. De schilder liet het in 1907 wel grondig verbouwen, enkele jaren na de voltooiing van De dooi in Gent. Vanuit zijn atelier zag hij de binnenschepen op de Coupure, die daar in de Leie stroomt, met hun vracht voor de fabrieken en de industriële nijverheid in de vervuilde binnenstad. De Verlorenkostbrug over de Leie, vlak voor zijn deur, verbond de Bijlokekaai met de Nederkouter met op de linkeroever de Lindenlei en aan de andere kant van de rivier de achterkant van de Nederkouter. De twee pompeuze bronzen beelden die de brug toen versierden, vallen net buiten het schilderij.

## Herkomst
Het schilderij werd in 1921 geschonken aan het MSK Gent door Het Werk van de Oorlogspenning. Het heeft er het inventarisnummer Inv. 1921-F.